# Хальфины
Ха́льфины (тат. Хәлфиннәр) — татарская семья, представители которой работали преподавателями татарского языка в русских учебных заведениях Казани. Первым учителем был Сагит Хальфин — депутат в комиссии по созданию проекта Нового Уложения, преподававший в Казанской первой гимназии (1769—1773), вследствие чего он и его дети были исключены из податного сословия. С 1773 года преподавание перешло к его сыну Исхаку, который перевёл на татарский язык «Устав благочиния». После смерти его преподавание перешло к сыну, Ибрагиму (с 1800 по 1828), который кроме того в 1812 году получил должность лектора татарского языка при Казанском университете. Ибрагим напечатал в 1822 году, в Казани, хрестоматию «Жизнь Чингис-хана и Аксак Тимура» и «Татарскую грамматику» (1809).

## Сагит Хальфин
Сагит Хальфин работал переводчиком в казанской адмиралтейской конторе. Он был известен как депутат от Старой и Новой Татарских слобод в Казани в Комиссии по созданию проекта Нового Уложения. Императрица Екатерина II обратила внимание на Хальфина и повелела ввести в Казанской гимназии преподавание татарского языка и назначить преподавателем Хальфина. В связи с этим он со своей семьёй был изъят из податного сословия и награждён званием «переводчика с чином». Сагит Хальфин начал преподавание в Казанской первой гимназии в 1769 году; отказался от него в 1785 году по состоянию здоровья. Его перу принадлежит пособие на русском языке для изучения татарского языка: «Азбука татарского языка», изданное в 1778 году в Москве и являющееся первым в своём роде.

## Исхак Хальфин
Исхак Сагитович Хальфин — сын Сагита Хальфина, сменил отца в должности учителя татарского языка в Казанской гимназии и исполнял её до своей смерти. Он перевёл на татарский язык «Учреждение о губерниях» и «Устав благочиния». Перевод напечатан в 1792 году. В награду за этот труд Исхак Хальфин получил чин губернского секретаря и денежное вознаграждение в размере 1000 рублей. Умер в конце XVIII века.

## Ибрагим Хальфин
Ибрагим Исхакович Хальфин — сын Исхака Хальфина и внук Сагита Хальфина. Родился 20 апреля 1778 года в Казанской губернии. Получив местное мусульманское образование, в августе 1800 года он поступил в Казанскую гимназию учителем татарского языка и нёс эту обязанность до своей смерти в 1828 году. С 1801 года занимал и должность цензора Азиатской типографии. Он был первым лектором татарского языка в Казанском университете (1812—1828). В 1809 году Ибрагим Хальфин напечатал в Казани татарскую грамматику и первую у нас[где?] хрестоматию для татарского языка под заглавием: «Жизнь Чингис-хана и Аксак Тимура». По мнению академика Христиана Френа, ему было поручено печатание в Казани джагатайского текста истории, написанной Абуль-Гази-ханом 11 августа 1823 года и 17 сентября утверждён адъюктом восточной словесности. Умер на службе 13 января 1829 года.